# Association des acteurs de l'autopartage

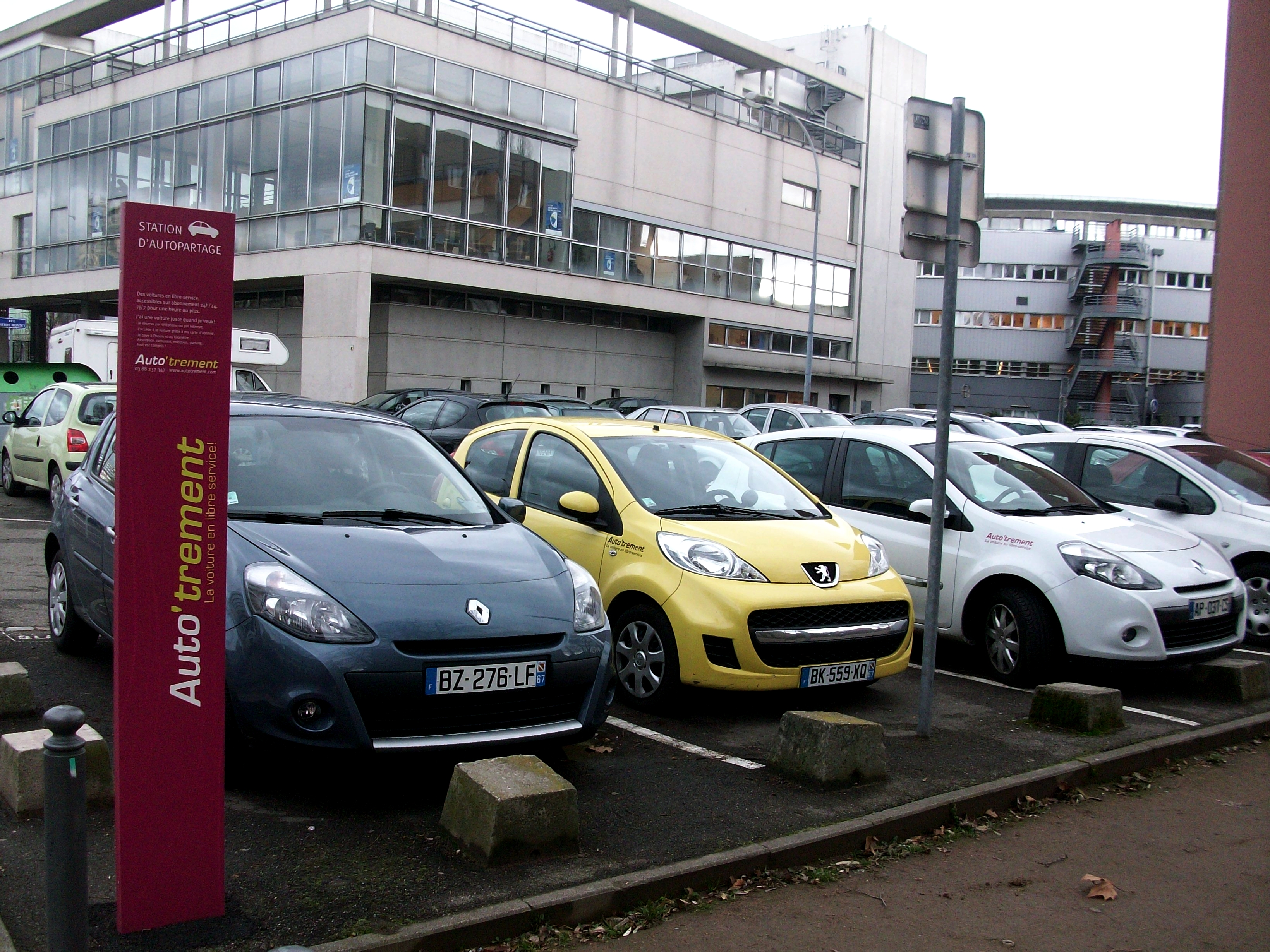
Voitures en autopartage à Strasbourg.

L'Association des Acteurs de l'Autopartage est une association professionnelle loi de 1901 regroupant 15 acteurs de l'autopartage en France ainsi que 3 autres acteurs aux activités plus éloignées.

## Historique
En 2020, les entreprises spécialisées dans l'autopartage créent une organisation professionnelle afin de promouvoir leur activité et d'être représentées d'une seule voix face aux pouvoirs publics,. À l'origine, l'AAA regroupe onze entreprises du secteurː Clem', Citiz, Communauto, Getaround, Mobility Tech Green, Modulauto, Mov'InBlue, ShareNow, Totem Mobi, Ubeeqo et Vulog.
En novembre 2021, l'AAA publie un guide à destination des collectivités pour accélérer le développement des solutions d’autopartage dans les communes françaises.

## Partenariat
Les membres de l'AAA sont maintenant[Quand ?] seize : Citiz, Clem Communauto, Free 2 now, Getaround, Kuantic, K, Marguerite, Mobility Tech Green, Mobilize Share, Modulauto, Optymo, Shaary, SHARE NOW, Yea, Zity.

## Chiffres
Au 1er janvier 2022, l'ensemble des membres de l'association disposent de 12 677 véhicules pour 323 000 utilisateurs dans 736 communes,.
La moitié de cette flotte (52 %) est électrifiée (100 % électrique ou hybride rechargeable).